# Vanillesauce

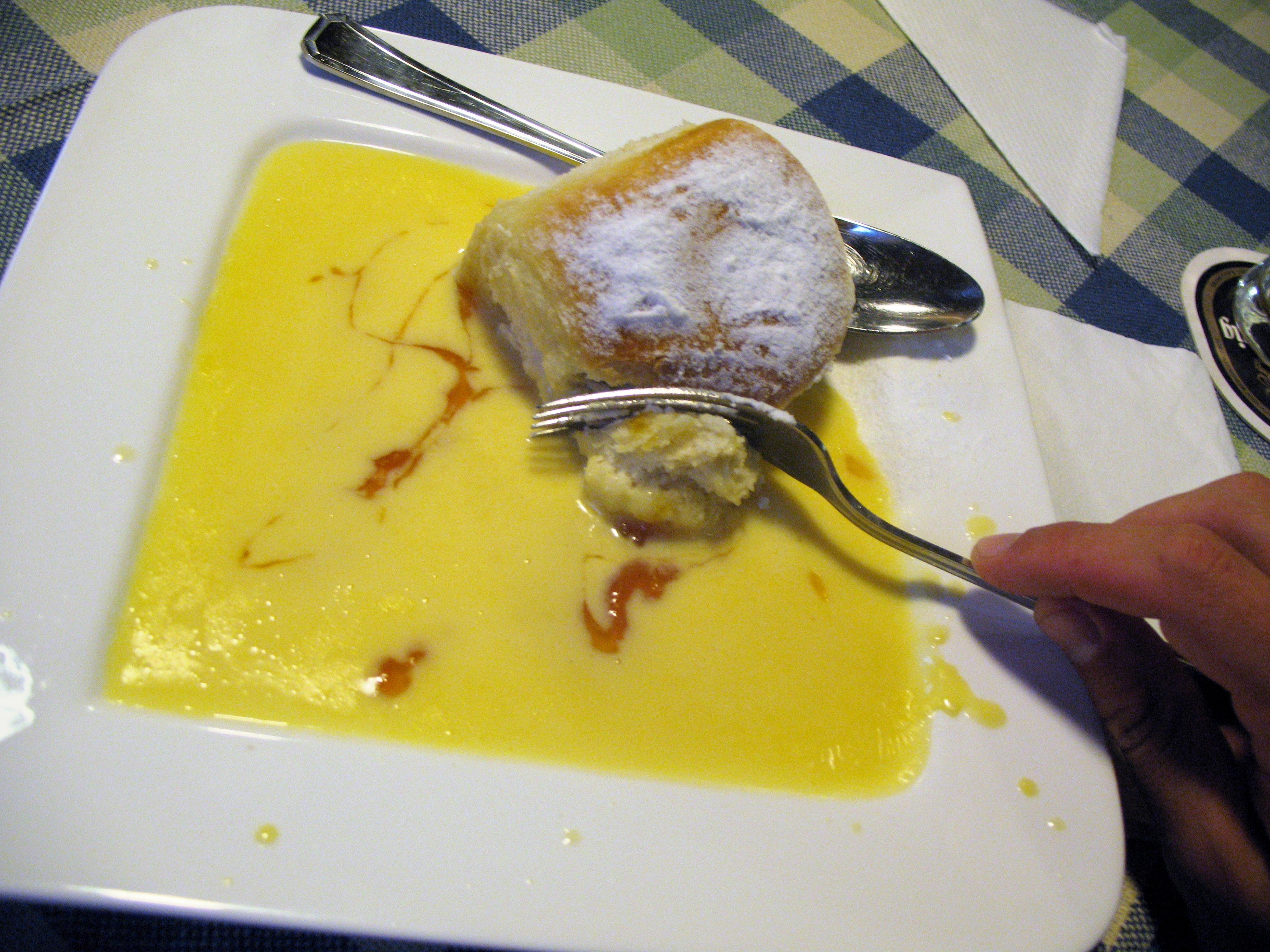
Apfelstrudel mit Vanillesauce

Vanillesauce ist eine Dessertsauce, die warm oder kalt zu Pudding, Mehlspeisen (beispielsweise Apfelstrudel, Milchrahmstrudel), süßen Aufläufen, Eiscreme oder Früchten serviert wird.
Zur Zubereitung lässt man heiße Milch und/oder süße Sahne mit Vanillemark ziehen. Die so aromatisierte Milch/Sahne wird anschließend entweder mit Zucker aufgeschlagenem Eigelb legiert, also zur Rose abgezogen (eine verdünnte Variante der Crème anglaise) oder aber unter Zugabe von Zucker mit Speisestärke gebunden (eine verdünnte Variante des Flammeris). Eine dritte mögliche Zubereitungsvariante kombiniert die Zugabe von Eigelb und die Bindung mittels Stärke. Die erkaltete Vanillesauce kann durch das Unterziehen von Schlagsahne verfeinert werden.
Durch das Ergänzen oder Ersetzen der Vanille durch andere Zutaten ergeben sich zahlreiche Abwandlungen dieser Sauce. 
Vanillesauce ist auch als Instant- oder Fertigprodukt im Handel erhältlich, in der Regel mit Vanillin aromatisiert und mit Carotin und/oder Riboflavin gefärbt.